# Zalophus japonicus
Espèce
Statut de conservation UICN

 EX  : Éteint
Le lion de mer du Japon (Zalophus japonicus) est une espèce considérée comme éteinte depuis les années 1950, et dont on sait peu de choses. On la trouvait dans les régions maritimes et côtières des Rochers Liancourt, occupés par la Corée du Sud, dans la Mer du Japon. Ils se reproduisaient sur des plages de sable ouvertes et parfois dans des aires plus rocheuses.
Plusieurs facteurs ont causé leur disparition : capturés pour être vendus à des cirques, leur graisse  servait à la fabrication d'huile, leurs organes étaient appréciés en médecine traditionnelle chinoise, et leurs moustaches étaient utilisées comme cure-pipe.
Déjà victimes du réchauffement climatique et de la pollution, la bétonisation des côtes coréennes a accéléré leur extinction.
De nombreux taxonomistes considèrent que les lions de mer japonais sont une sous-espèce de l'otarie de Californie.